# José Villegas
José Villegas (Guadalajara, 20 de junho de 1934 — 24 de dezembro de 2021) foi um futebolista mexicano que competiu na Copa do Mundo FIFA de 1962.

## Carreira
Villegas iniciou a carreira no Imperio, onde permaneceu de 1949 a 1951. Também atuou pelo Guadalajara (1952–1972), com o qual conquistou oito títulos da primeira divisão, dois da Copa México e um da Liga dos Campeões da CONCACAF.

## Morte
Villegas morreu em 24 de dezembro de 2021, aos 87 anos de idade.